# Th2細胞
Th2細胞（ティーエイチ2さいぼう、英: Th2 Cell）は、CD4+T細胞（いわゆるヘルパーT細胞）の亜群であり、抗原タンパク質との接触経歴を持たないT細胞（ナイーブT細胞）がインターロイキン-4（IL-4）やIL-13などのサイトカインの刺激を受けることによりTh2細胞への分化が誘導される。T細胞をはじめとした免疫系の細胞はサイトカイン産生能を有しているがTh2細胞により産生されるIL-4をはじめとしたサイトカインは特にTh2サイトカインと呼ばれ、B細胞から分化した形質細胞による抗体タンパク質産生の亢進や顆粒球の一種である好酸球などの細胞を活性化することによりアレルギー性疾患の機構に関与していることが知られている。Th2サイトカインはTh2細胞の他にもナチュラルキラー細胞（NK細胞）や好酸球、マスト細胞などの細胞により産生される。Th2細胞と同様にナイーブT細胞から分化するTh1細胞はインターフェロンγ（IFN-γ）などのいわゆるTh1サイトカインを産生し、Th1細胞とTh2細胞は互いの機能を抑制しあっている。この平衡関係はTh1/Th2バランスと称され、このバランスがどちらかに傾くことによりそれぞれに特有の疾患が生じると考えられている。

## 機能

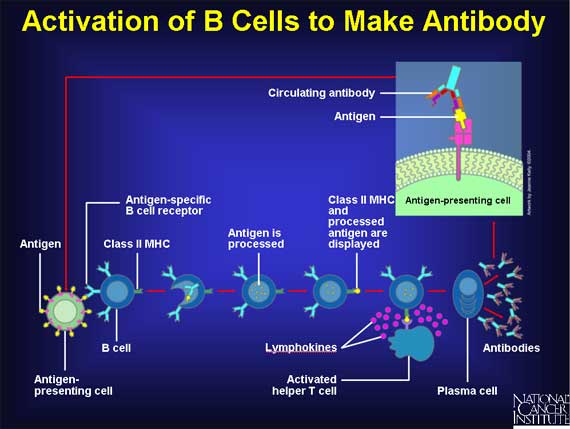
液性免疫系による抗体の産生機構。Th2細胞から放出されるサイトカインはB細胞による抗体の産生を補助している。

Th2細胞はサイトカインの放出により液性免疫応答の活性化を行う機能を有する。液性免疫とは抗体分子が関与した免疫系であるが、抗体タンパク質は活性化したB細胞により産生されることが知られている。B細胞表面にはB細胞抗原受容体（BCR）を発現しており、細胞内に抗原を取り込み分解を行った後にその断片をMHCクラスII分子を介して細胞表面に提示する。Th2細胞はT細胞抗原受容体（TCR）を介してB細胞により提示された抗原断片を認識し、Th2細胞表面におけるCD40リガンドの発現やサイトカインの放出によりB細胞を刺激し分化・増殖を促す。Th2細胞の放出するサイトカインはTh2サイトカインと総称され、IL-4、IL-5、IL-6、IL-10、IL-13、GM-CSFなどが挙げられる。特にIL-4による刺激がB細胞に入ると免疫グロブリンE（IgE）の産生が亢進する。IgEはマスト細胞や好塩基球などの細胞表面に結合してヒスタミンの放出の促進などに関与する重要な分子である。また、Th2細胞により産生されるIL-10やTGF-βはTh1反応を抑制する働きを持つ。
また、既に述べたようにTh1細胞とTh2細胞は互いに抑制しあってバランスを保っているが、この平衡状態がTh2細胞側に傾きTh2サイトカインが過剰に産生されることにより気管支喘息やアトピー性皮膚炎をはじめとしたいわゆるTh2病と呼ばれるアレルギー性疾患に陥ることが知られている。

## 分化誘導

### 胸腺細胞からヘルパーT細胞への分化
T細胞は胸腺の造血幹細胞から分化し、成熟したヘルパーT細胞になるまでに複雑な過程を経る。その過程にはT細胞受容体（TCR）遺伝子の再編やCD4をはじめとした補助受容体の発現などの現象が起こる。

### Th2細胞への分化
一次リンパ組織である胸腺において産生されたナイーブT細胞は末梢のリンパ組織を循環し、抗原の侵入に備えている。ナイーブT細胞がIL-4の刺激を受けると転写因子であるSTAT6を介してGATA-3の転写活性化が誘導される。GATA-3はナイーブT細胞においてもある程度の発現が見られ、Th2細胞への分化過程で発現がさらに上昇して転写因子として機能するタンパク質である。GATA-3はTh2サイトカインの発現を制御していると共にTh1分化に関与する転写因子であるSTAT4の発現を抑制することも知られている。